# عملات اليورو المعدنية الإسبانية
اليورو (الرمز الشكلي:€، رمز الإيزو:EUR) هي العملة الموحدة لدول الاتحاد الأوروبي، الذي يعد بعد الدولار الأمريكي ثاني أهم عملة على مستوى النظام النقدي الدولي. يتم التحكم به من قبل البنك المركزي الأوروبي في مقره بفرانكفورت بألمانيا. اليوم يعد اليورو العملة الرسمية المتداولة في 17 دولة من دول الاتحاد الأوروبي السبع والعشرين. كما أنه العملة الرسمية في ست دول أخرى ليست أعضاء في الاتحاد الأوروبي. وعملات اليورو شأنها شأن العملات الأخرى ذات وجهين مختلفين، وجه العملة الأول وهو الوجه الشائع في كل أوروبا والذي يشير إلى قيمة العملة؛ أما الوجه الآخر فهو الوجه الوطني لكل دولة مع تصميمها الخاص بها.
تتألف عملات اليورو الإسبانية من ثلاثة تصاميم مختلفة لكل من مجموعات القطع النقدية الثلاثة. تحمل مجموعة الواحد والاثنين والخمسة سنتيم يورو بوابة كاتدرائية سانتياغو دي كومبوستيلا، والتي تم تصميمها من قبل جارثيلاسو رويان. فيما تحمل قطع العشرة والعشرين والخمسين سنتيم يورو صورة وتوقيع ميجيل دي ثيربانتس، والتي صممها بيجونيا كاستيانوس؛ فيما تحمل القطعتين النقديتين الكبيرتين الواحد والاتنين صورة الملك خوان كارلوس الأول، والتي صممها لويس خوسيه دياث. وتحمل كل التصميمات الاثنى عشرة نجمة الاتحاد الأوروبي وسنة الطباعة.